# Campylanthus reconditus
Campylanthus reconditus är en grobladsväxtart som beskrevs av Mats L. Hjertson och Thulin. Campylanthus reconditus ingår i släktet Campylanthus och familjen grobladsväxter. Inga underarter finns listade i Catalogue of Life.